# كرونة (عملة إنجليزية)
| هنري الثامن                                                                                              | هنري الثامن                                                                                        |
| --- | -------------------------------------------------------------------------------------------------- |
| | |
| DEI G' R' AGLIE' Z FRANC' DNS' hIBERNIE, شعار النبالة الملكي المتوج سالتير ستوبس مزدوج.                  | هنري الثامن وروزا سين سبيا وردة مزدوجة متوجة محاطة بأتش وكيه (هنري وكاثرين من أراغون) سالتير ستوبز |
| تاج الوردة المزدوجة (26 مم و3.69 غرام و8 أتش). عملة ثانية سُكّت بين عامي 1526 و1529. دار سك لندن مم: وردي. | |

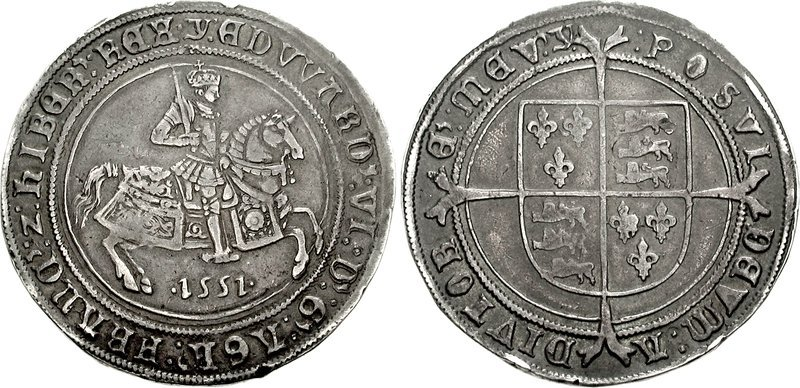
أول تاج فضي إنجليزي كان ملكًا لإدوارد السادس (فضة نقية 41 مم و30.78 جرام و9 أتش. الفترة الثالثة)

كانت الكرونة أو تاج المعروف في الأصل باسم "تاج الوردة المزدوجة" عملة إنجليزية قدمت كجزء من الإصلاح النقدي للملك هنري الثامن عام 1526 بقيمة1⁄4 جنيه أو خمسة شلنات أو 60 بنس.

## التاريخ
سكت أول هذه العملات المعدنية من "الذهب التاجي" عيار 22 قيراطًا وأنتجت أول تيجان فضية في عام 1551 أثناء حكم الملك إدوارد السادس القصير. ومع ذلك استمر سك بعض التيجان بالذهب حتى عام 1662. لم تُسك أي تيجان في عهد ماري الأولى ولكن ظهرت التيجان الفضية والذهبية مجددًا في عهد خليفتها إليزابيث الأولى. وحتى عهد الكومنولث الإنجليزي كان من المعتاد سك بعض التيجان من الذهب والفضة لذا يمكن العثور على كلا النسختين من العملة لجيمس الأول وتشارلز الأول.
كان التاج الفضي واحدًا من عدد من العملات الفضية الأوروبية التي ظهرت لأول مرة في القرن السادس عشر وكانت جميعها ذات قطر مماثل (حوالي 38 مـم (1.5 بوصة)) والوزن (أونصة طروادة واحدة تقريبًا، 31.1 جرام) ومن ثم كانت قابلة للتبادل إلى حد ما في التجارة الدولية. سكت التيجان الفضية الإنجليزية في كل عهود الحكم منذ عهد الملكة إليزابيث الأولى. ويعتبر تاج تشارلز الثاني الذي نقشه توماس سيمون نادرًا للغاية.
كان تكوين التيجان الفضية عبارة عن معيار الفضة الإسترلينية بنسبة 92.5 في المائة من الفضة و 7.5 في المائة من النحاس والذي أسس في القرن الثاني عشر من قبل هنري الثاني. وكانت هذه المادة أكثر متانة من الفضة النقية ولكنها لا تزال ذات جودة عالية. لقد عملت الصلابة على تثبيط ممارسة "القص" وقد ثبطت هذه الممارسة بدرجة أكبر (وقضي عليها إلى حد كبير) مع تقديم الحافة المنقوشة.
مع إنشاء مملكة بريطانيا العظمى في عام 1707 حل التاج البريطاني محل التاج الإنجليزي والذي لا يزال يُسك مع أنه منذ عام 1990 كان بقيمة اسمية تبلغ خمسة جنيهات إسترلينية.

## معرض الصور

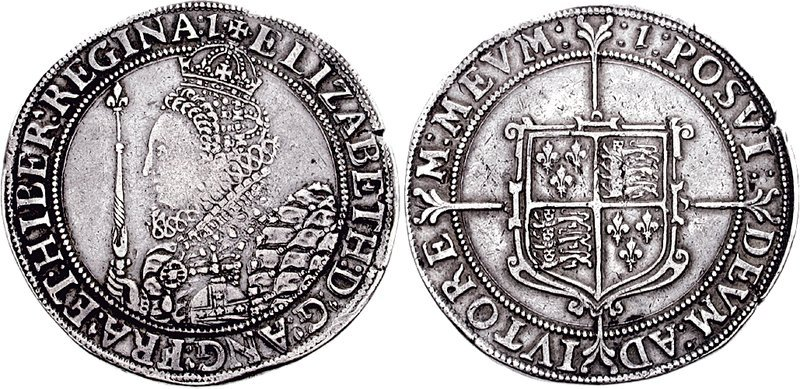
تاج إليزابيث الأولى (1602)
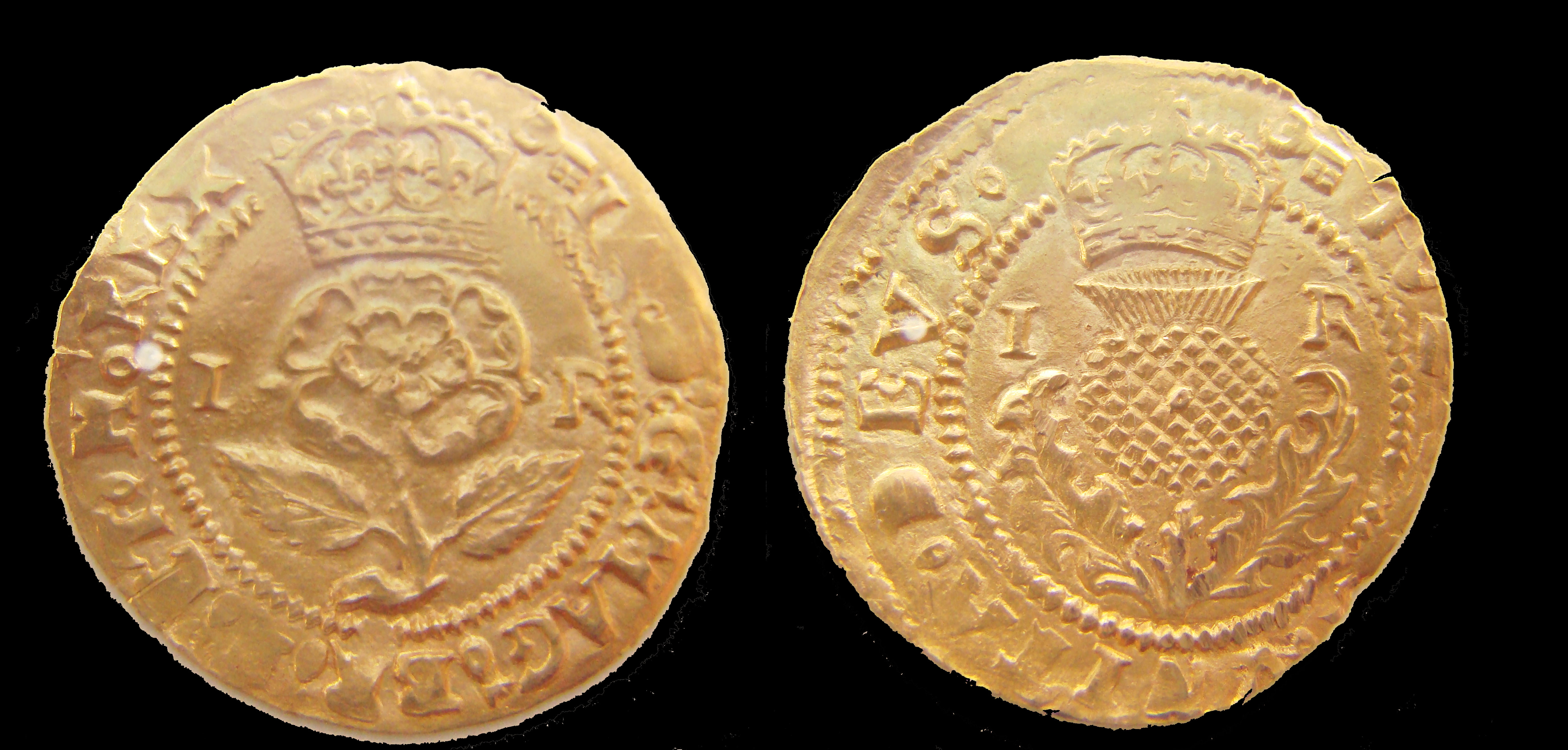
تاج ذهبي من نبات الشوك لجيمس الأول (1609-1610)
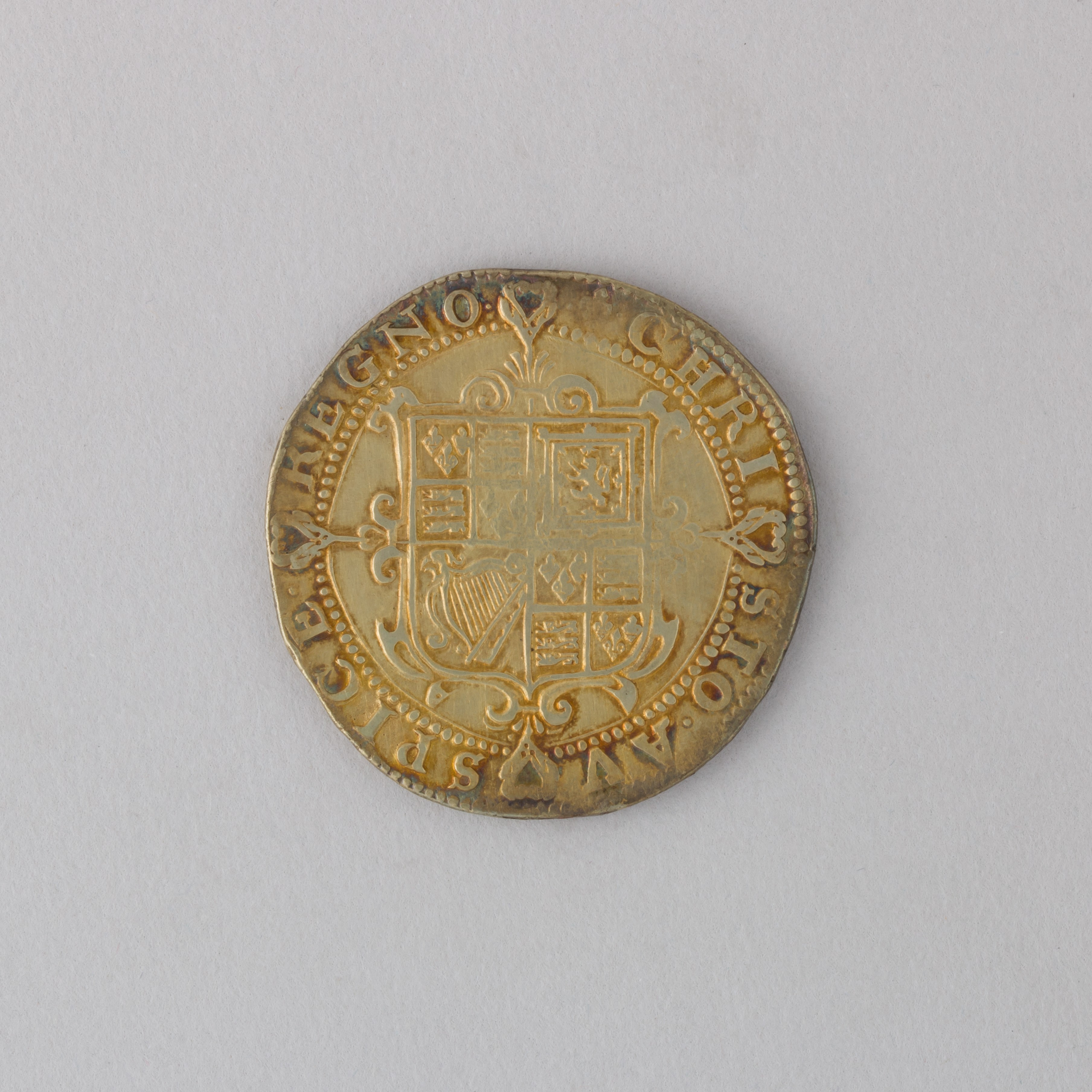
تاج تشارلز الأول (1625)
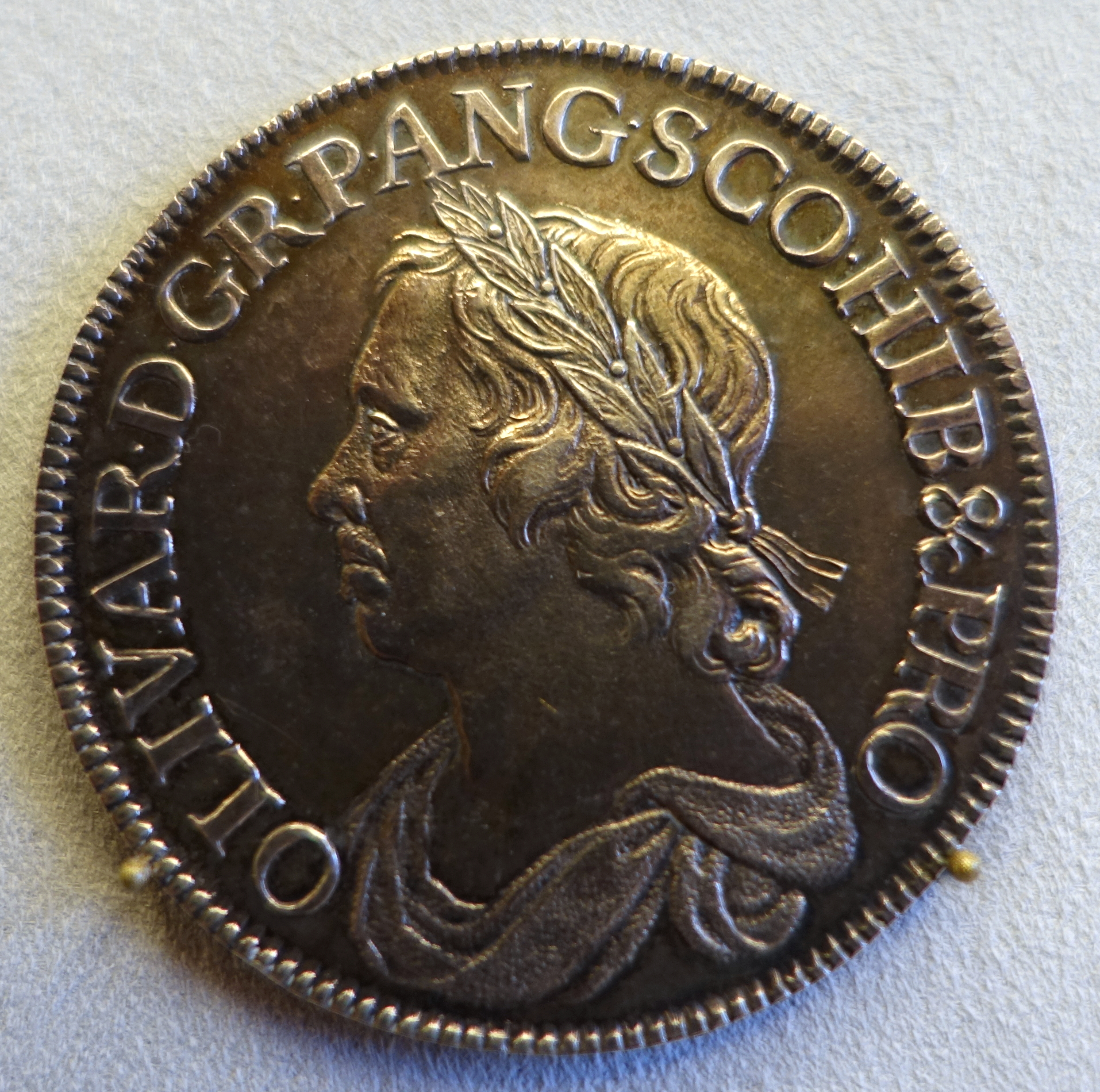
تاج الكومنولث (1658)
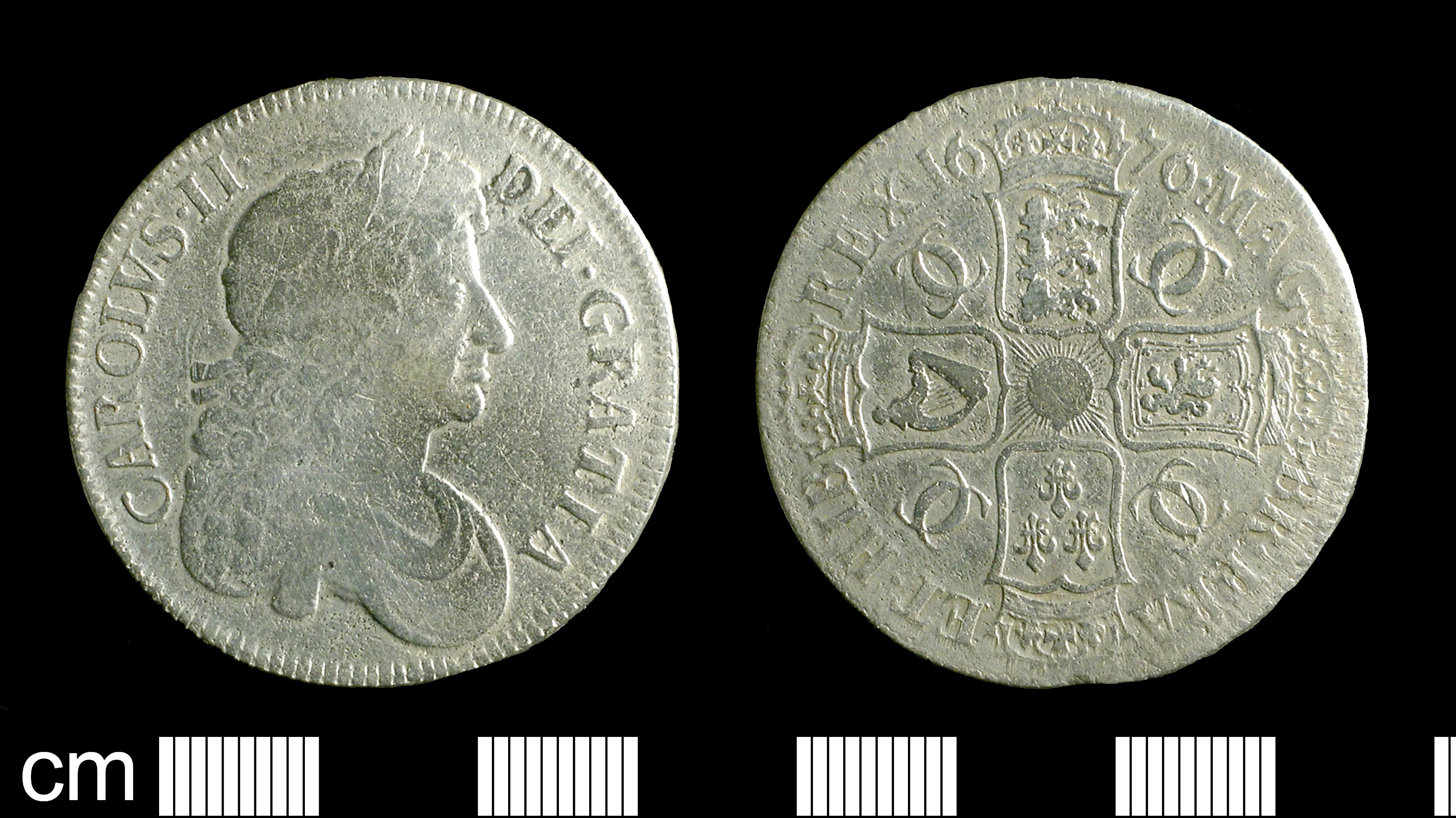
تاج تشارلز الثاني (1676)
تاج ويليام الثالث (1695)
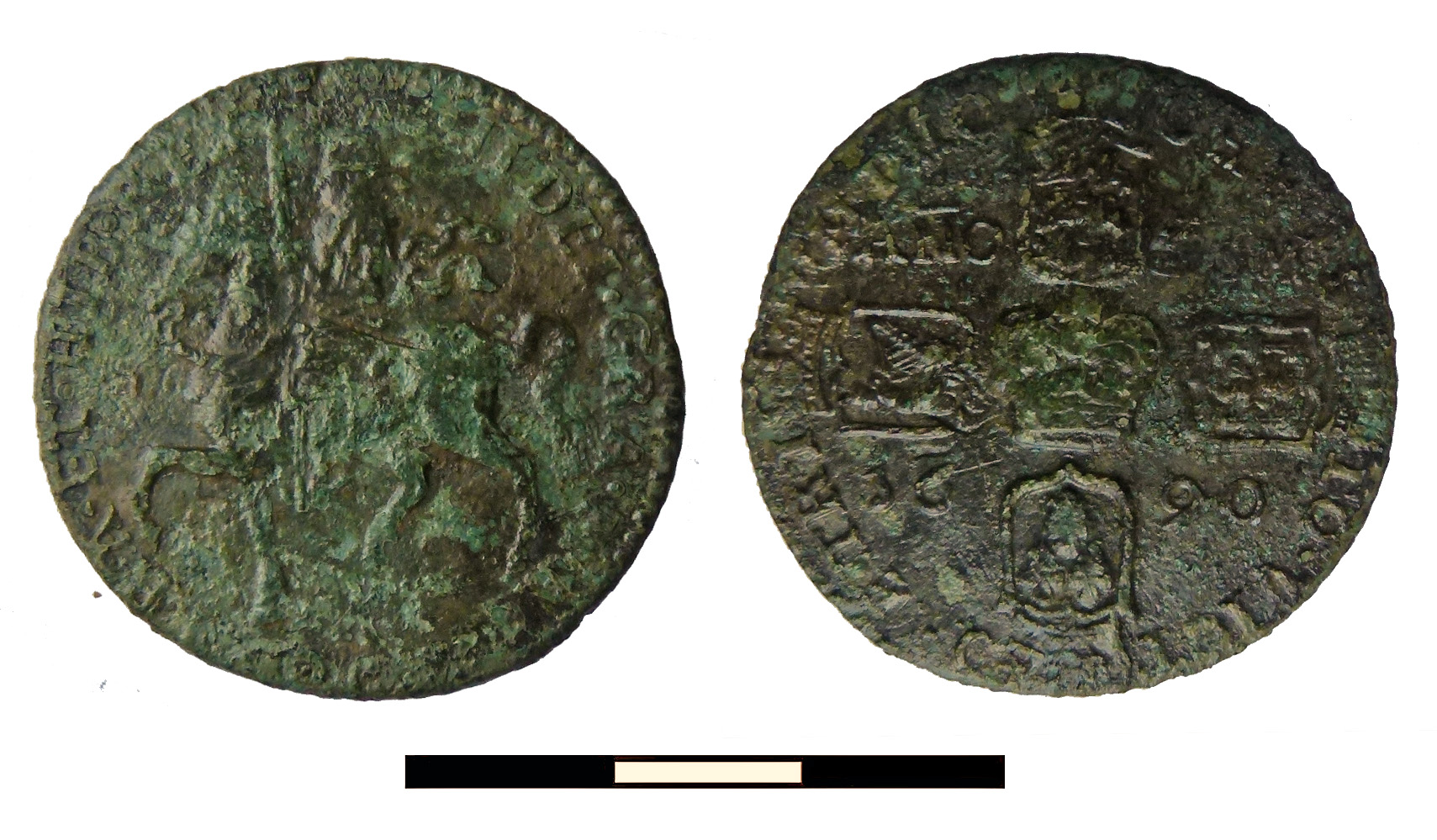
تاج عملة البندقية (معدن أساسي) لجيمس الثاني (1695)
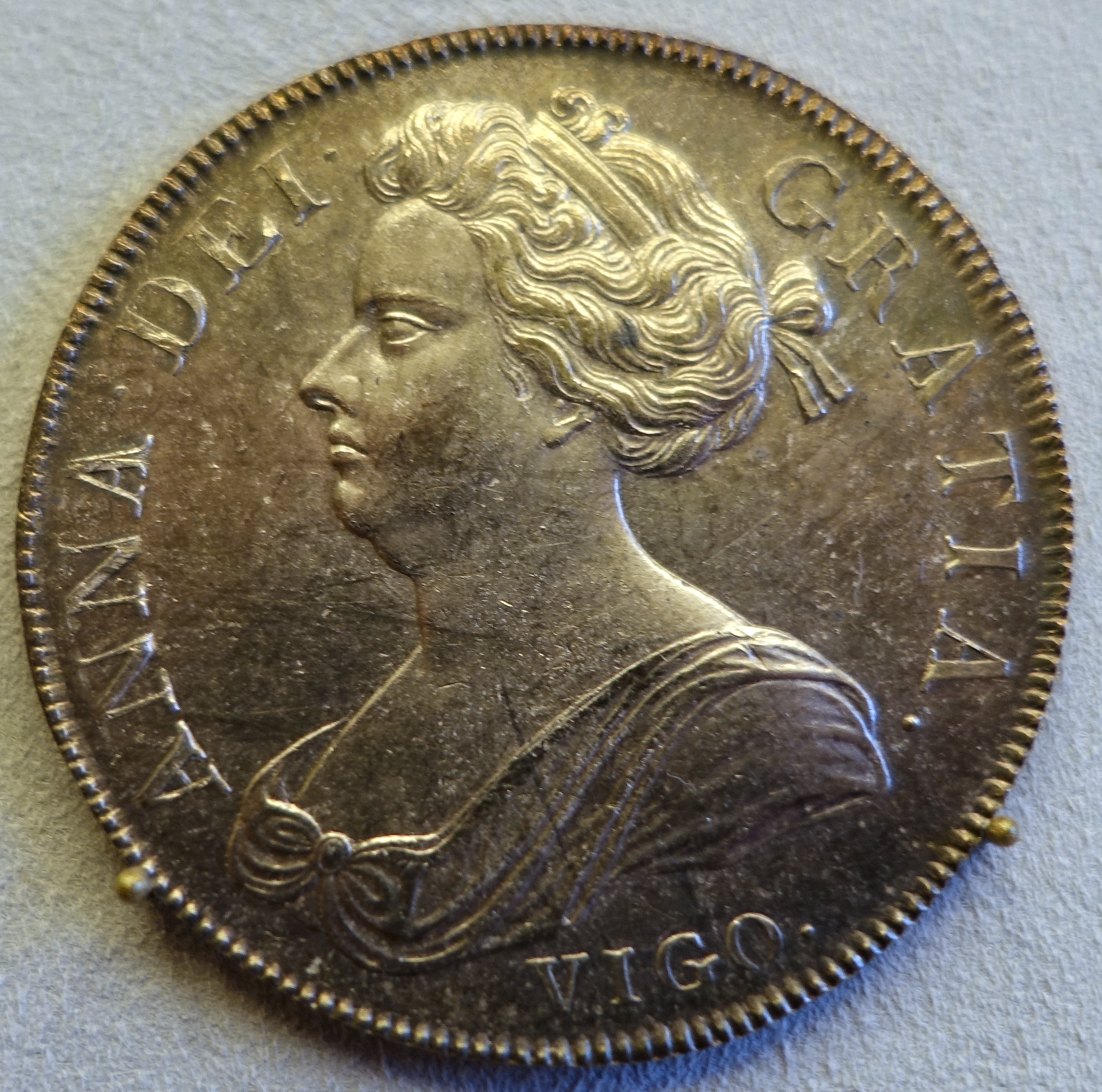
تاج آن (1703)